# Sindangkasih (Sindangkasih)
Sindangkasih is een bestuurslaag in het regentschap Ciamis van de provincie West-Java, Indonesië. Sindangkasih telt 8833 inwoners (volkstelling 2010).